# Henri Pauwels (syndicalist)
Henri Pauwels (Nijvel, 19 januari 1890  - Gander, 18 september 1946) was een Belgisch syndicalist en politicus voor de PSC.

## Levensloop
Pauwels werd als metaalarbeider technisch raadgever bij ACV-Metaal. Binnen het ACV was hij van 1919 tot 1921 adjunct-algemeen secretaris, van 1921 tot 1932 algemeen secretaris en van 1932 tot aan zijn dood in 1946 voorzitter.
In 1945 was hij van 12 februari tot 2 augustus als technicus Minister van Oorlogsslachtoffers in de Regering-Van Acker I, waarna hij van december 1945 tot februari 1946 in Belgisch-Congo verbleef om er een ACV-afdeling op te richten. Hij was ook lid van de raad van beheer van het dagblad Het Volk.
Op 18 september 1946 kwam hij samen met 20 andere passagiers en 6 bemanningsleden om het leven nadat een Douglas DC-4 met registratienummer OO-CBG van Sabena neerstortte bij Gander Airport op Newfoundland.